# ساوري اريماتسو
ساوري اريماتسو (有町 紗央里) (12 يوليو 1988 في فوكوي في اليابان – )؛ هي لاعبة كرة قدم كانت تلعب كمهاجم. ولعبت مع منتخب اليابان لكرة القدم للسيدات.

## وصلات خارجية
- ساوري اريماتسو على موقع الاتحاد الدولي (مؤرشف)  (الإنجليزية)
- ساوري اريماتسو على موقع قاعدة بيانات كرة القدم.إي يو (الإنجليزية)
- ساوري اريماتسو على موقع Soccerway.com (الإنجليزية)
- ساوري اريماتسو على موقع عالم كرة القدم.نت (الإنجليزية)